# Паникадило

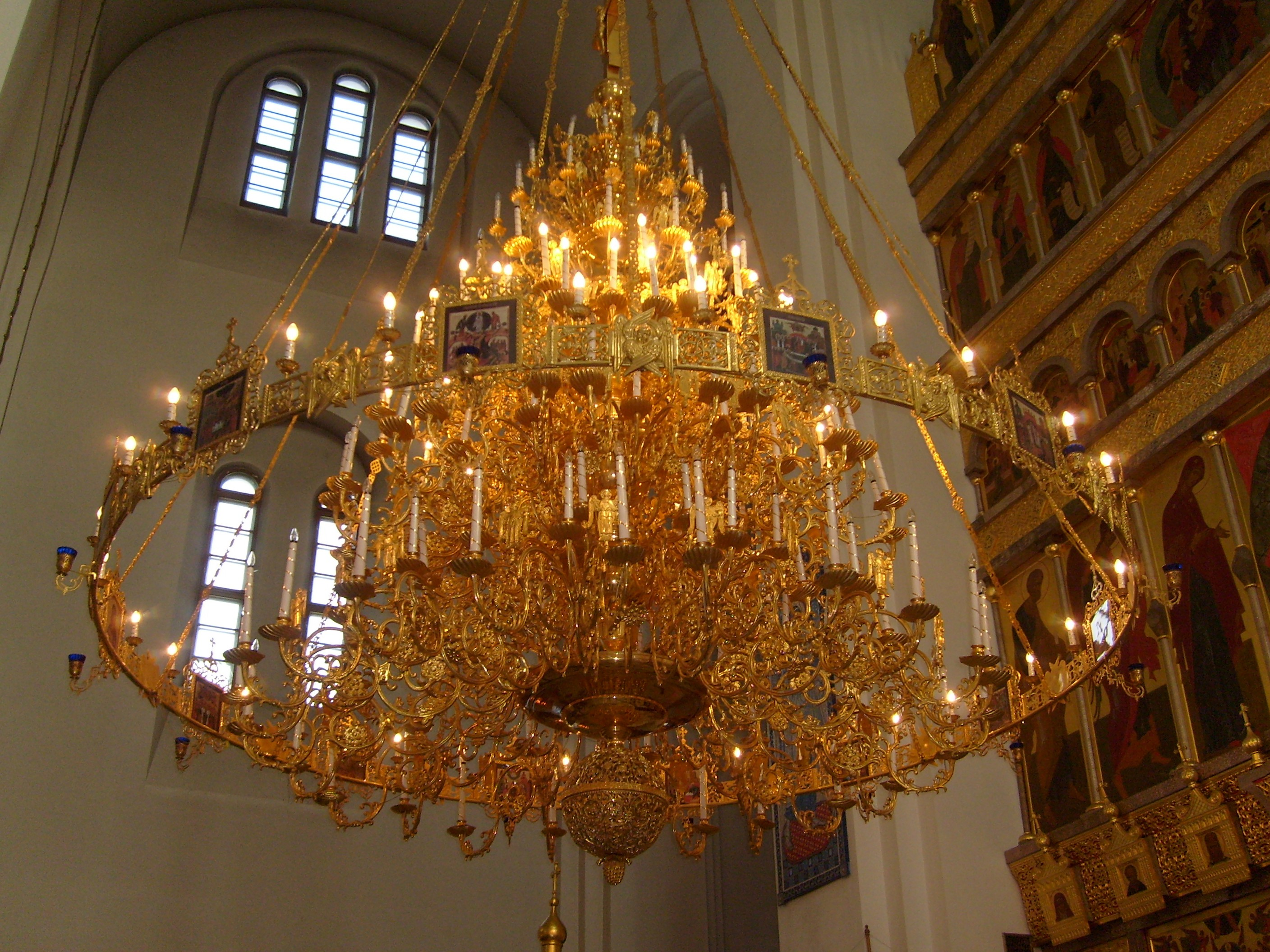
Паникадило в Спасо-Преображенском соборе Тольятти, самая нижняя и широкая часть в виде обода колеса — это одноярусный хорос, а верхняя часть — это многоярусное паникандило, сделано в виде люстры

Паникади́ло (от греч. πολυκάνδηλον — «многосвечие»), также всесве́щник и поликанди́ло в православном храме — центральная люстра, светильник со множеством свечей или лампад (в последнее время — электрических лампочек, колба в виде свечи, цоколь E14). Обычно термины «паникадило» и «всесвещник» употребляются по отношению к светильникам в центре храма, которые используют более 12-и свечей.
Поликандила бывают как одноярусными, так и многоярусными. Наиболее древние поликандила — это одноярусные хоросы, паникадила в виде обода колеса.
По церковному уставу, при воскресных и праздничных богослужениях возжигаются все светильники (включая и аварийные), в том числе и паникадило, создавая образ Божиего света, который воссияет верным в Царствии небесном. Множеством огней паникадило символически означает небесную Церковь как созвездие, собрание людей, освящённых благодатью Святого Духа, горящих огнём любви к Богу.

## Этимология
Происходя от πολυκάνδηλον (поликандилон), слово исказилось, причём первая его часть, по мнению этимологов), сблизилась со словом «панихида», вторая — с «кадило».

## Паникадило в культуре и искусстве
На небесах горят паникадила,

А снизу — тьма.

Ходила ты к нему иль не ходила?

Скажи сама!
Владимир Соловьёв, 1895
Сборник стихов 1915 года румынского поэта Виктора Ефтимиу назван «Погасшие паникадила».
И. С. Тургенева перепутал паникадило с кадилом в повести «Степной король Лир» (1870): 
Священник облачился в старую, еле живую ризу; еле живой дьячок вышел из кухни, с трудом раздувая ладан в старом медном паникадиле. Молебен начался.